# Viatcheslav Stepanov
Viatcheslav Vassilievich Stepanov (en russe : Вячеслав Васильевич Степанов) est un mathématicien russe spécialisé en analyse, né le 4 septembre 1889 à Smolensk et mort le 22 juillet 1950 à Moscou.

## Biographie
Stepanov étudie les mathématiques à la Faculté de mécanique et de mathématiques de ce qui est devenu l'université d'État de Moscou. Il y obtient en 1912 son diplôme de candidat ès sciences sous la direction de Dmitri Egorov. Stepanov est également fortement influencé par le mathématicien Nikolaï Louzine. Il poursuit en 1912  des études à l'université de Göttingen, où il suit les cours d'Edmund Landau et de David Hilbert. En 1915, il retourne à Moscou et devient professeur à l'université d'État de Moscou, où il travaille en étroite collaboration avec Egorov jusqu'en 1929, date à laquelle Egorov est démis de ses fonctions de directeur de l'Institut de mécanique et de mathématiques. En 1928, Stepanov devient professeur à l'université d'État de Moscou, puis en 1939 également directeur de l'Institut de mécanique et de mathématiques, où il reste jusqu'à sa mort en 1950.

## Recherche
Dans deux publications (datées de 1923 et 1925), Stepanov donne les conditions nécessaires et suffisantes pour qu'une fonction de deux variables définie sur un ensemble {\displaystyle S} de mesure non nulle y admette une différentielle totale presque partout. Il travaille également sur les systèmes dynamiques à la suite de travaux de George Birkhoff, la théorie qualitative des équations différentielles ordinaires et sur les fonctions presque périodiques (sur lesquelles il étend des travaux de Harald Bohr).

## Rayonnement
Il est porteur de l'ordre de l'Insigne d'honneur. Stepanov a joué un rôle important au sein de la Société mathématique de Moscou et a été le fondateur d'une école russe pour l'étude qualitative des équations différentielles et la théorie des systèmes dynamiques. Stepanov a écrit un manuel sur ce sujet avec son élève Viktor Nemytskii.
Ses étudiants en doctorat comprennent notamment Nemytskii et Alexandre Gelfond.
En 1946, Stepanov devient membre de l'Académie des sciences de Russie.

## Publications
- Viatcheslav Stepanov, « Sur une extension du théorème ergodique », Compositio Mathematica, vol. 3,‎ 1936, p. 239-253 (lire en ligne, consulté le 6 avril 2025).
- Julia Rozanska et Viatcheslav Stepanov, « Sketch of development of the topology in the USSR for a period of ten years », Matematicheskiĭ Sbornik, vol. 35, no supplémentaire,‎ 1928, p. 43-61
- Viktor V. Nemytskii et Viatcheslav Stepanov, Qualitative Theory of Differential Equations, Princeton, New Jersey, Princeton University Press, coll. « Princeton Mathematical Series » (no 22), 1960, viii + 523 p. (zbMATH 0089.29502)[3] (« réédition chez Dover en 1989 »)
- Lehrbuch der Differentialgleichungen, Berlin, Deutscher Verlag der Wissenschaften, 1956, 6e éd.[source insuffisante]

## Liens
- Ressources relatives à la recherche :   - MacTutor
  - Math-Net.Ru
  - Mathematical Reviews
  - Mathematics Genealogy Project
  - ZbMATH
- Notices d'autorité :   - VIAF
  - ISNI
  - IdRef
  - LCCN
  - GND
  - Pologne
  - Israël
  - NUKAT
  - Tchéquie
  - Lettonie
  - WorldCat
- (de) « Publications de et sur Vyacheslaw Vassilievich Stepanov », dans le catalogue en ligne de la Bibliothèque nationale allemande (DNB).